# Universiteit van Alexandrië
De Universiteit van Alexandrië (Engels: Alexandria University, Arabisch: جامعة الإسكندرية, voorheen bekend als de Farouk I-Universiteit) is, na de Universiteit van Caïro en de Al-Azhar-universiteit, de grootste universiteit van Egypte en ligt in Alexandrië. Volgens de ranking van Webometrics staat de universiteit op plek 36 in Afrika, op plek 32 in de Arabische wereld en wereldwijd op plek 2896.

## Geschiedenis
in 1938 werd de Universiteit van Alexandrië, onder de toenmalige naam Farouk I-Universiteit, opgericht als dependance van de Foead I-Universiteit (nu bekend als de Universiteit van Caïro). Vanaf augustus 1942 werd de universiteit zelfstandig en breidde het aantal faculteiten uit. Na de Egyptische Revolutie in 1952 veranderde de naam naar Universiteit van Alexandrië, en werd het aantal faculteiten nog eens uitgebreid tot 22.
In de jaren 60 en 80 van de 20e eeuw werd het aantal faculteiten nogmaals uitgebreid. In 1969 werd de Faculteit van Educatie en Landbouw opgericht, die was gevestigd in Kafr el Sheikh. Later scheidde deze faculteit zich af en ging verder als de Universiteit van Kafr el Sheikh. In 1989 werd de faculteiten en instituten van de Universiteit van Helwan die zich in Alexandrië bevonden, toegevoegd aan de Universiteit van Alexandrië. Dit gebeurde wederom in 1998, toen met twee faculteiten die verbonden waren aan het Ministerie van Hoger Onderwijs. In 1991 werden nog meer faculteiten opgericht, ditmaal in de kustplaats Marsa Matruh, 300 kilometer ten westen van Alexandrië.
In 1960 richtte de universiteit in Beiroet, Libanon, de Arabische Universiteit van Beiroet op. Deze privé-universiteit werd bestuurd en gecontroleerd door het bestuur van de Universiteit van Alexandrië. De universiteit is momenteel bezig met het oprichten van universiteiten in Djoeba, Zuid-Soedan, en Ndjamena, Tsjaad.

### Rectoren
De volgende personen waren rector van de Universiteit van Alexandrië:
| - Taha Hussein (1942-1944) - Mansour Fahmy (1944-1946) - Mohamed Sadek Gohar (1946-1950) - Mostafa Amer (1950-1953) - Mohamed Awad Mohamed (1953-1954) - Mostafa El-Sayed (1954-1958) - Mahmoud Samy (1958) - Abd El-Aziz El-Sayed (1958-1961) |  | - Aly Mohamed Shoaib (1961-1963) - Mohamed Naguib Hashad (1963-1964) - Hassan Baghdady (1964-1971) - Mohamed Lotfy Dewedar (1971-1976) - Aly Reda El-Henedy (1976-1980) - Mahmoud El-Hadary (1980-1984) - Farid Mostafa (1984-1987) - Abd El-Aziz Abou Khedr (1987-1988) |  | - Said Abd El-Fattah (1988-1992) - Essam Salem (1992-1999) - Mohamed Nasr El-Din Dameer (1999-2003) - Mohamed Abdellah (2003-2006) - Hassan Nadir (2006-2009) - Hind Hanafy (2009-2011) - Osama Ibrahim (2011-heden) |

## Faculteiten en instituten
De universiteit heeft de volgende faculteiten:
| - Faculteit Kunst en Cultuur (opgericht in 1938) - Faculteit Rechstgeleerdheid (1938) - Faculteit Handel (1942) - Faculteit Techniek (1942) - Faculteit Natuurwetenschappen (1942) - Faculteit Landbouwwetenschappen (1942) - Faculteit Geneeskunde (1942) |  | - Faculteit Farmacie (1947) - Faculteit Verpleegkunde (1954) - Faculteit Lichamelijke Opvoeding voor Meisjes (1954) - Faculteit Lichamelijke Opvoeding voor Mannen (1955) - Instituut voor Volksgezondheid (1956) - Faculteit Schone Kunsten (1957) - Faculteit Landbouwwetenschappen in Saba Basha (1959) |  | - Faculteit Educatie (1966) - Faculteit Tandheelkunde (1970) - Instituut voor Promotie en Onderzoek (1972) - Faculteit Diergeneeskunde (1975) - Instituut voor Medisch Onderzoek (1975) - Faculteit Toerisme en Hotels (1982) - Faculteit Pedagogiek en Specifieke Educatie (1988) |

## Raad van bestuur
De volgende personen zijn lid van de raad van bestuur:

### Rector
- Prof. Dr. Osama Ibrahim Al-Sayed Ahmad

### Vice-rectoren
- Prof. Dr. Rouchdy Zahran - portefeuille Onderwijs en Studentenzaken
- Prof. Dr. Sedek AbdelSalam - portefeuille Promoties en Onderzoek
- Prof. Dr. Mahmoud El Khishen - portefeuille Ontwikkeling en Milieuzaken

## Samenwerkingsverbanden
De Universiteit van Alexandrië is aangesloten bij de Vereniging van Afrikaanse Universiteiten en de Internationale Vereniging van Universiteiten. Daarnaast werkt de universiteit samen met een groot aantal universiteiten in alle werelddelen. In 2013 waren er 208 samenwerkingsverbanden.

## Alumni
Bekende alumni van de Universiteit van Alexandrië zijn:
- Ahmed Zewail (1946) , chemicus en Nobelprijswinnaar, studeerde aan de Faculteit Natuurwetenschappen
- Mohammed Aboul-Fotouh Hassab (1913-2000), chirurg, studeerde geneeskunde
- Mohamed Hashish (1947), uitvinder van het waterstraalsnijden, studeerde werktuigbouwkunde
- Yahya El Mashad (1932-1980), voormalig hoofd van het Iraakse nucleaire programma, studeerde nucleaire wetenschappen
- Abdel-Wahab El-Messiri (1938-2008), coördinator van de anti-Moebarakbeweging Kefaya
- Tawfiq Saleh (1927), filmregisseur, studeerde Engelse literatuurwetenschappen
- Doaa El-Adl (1979), cartooniste, studeerde fijne kunsten